# David Fuster
David Fuster Torrijos (Oliva, 3 februari 1982) is een Spaans voormalig betaald voetballer, die doorgaans als middenvelder speelde. Tijdens zijn loopbaan speelde hij in Spanje en Griekenland. Bij Olympiakos speelde hij meer dan honderd competitiewedstrijden.

## Clubcarrière
Fuster speelde voor UD Oliva en werd gescout door Villarreal, waar hij vier jaar in het tweede elftal zou spelen. In 2008 werd hij verkocht aan Elche, met een optie om hem terug te halen. Na een seizoen met dertien goals uit zesendertig wedstrijden maakte Villarreal dan ook gebruik van deze clausule. Na één seizoen verkaste hij weer; het Griekse Olympiakos Piraeus nam de Spanjaard over voor circa anderhalf miljoen euro. Op 28 april 2012 schoot Fuster Olympiakos naar de bekerwinst door tegen Atromitos de enige treffer te maken. In de zomer van 2016 keerde hij terug naar Spanje, waar hij voor één jaar tekende voor Getafe. Na dit seizoen nam Fuster afscheid als professioneel voetballer.

## Clubstatistieken
| Seizoen | Club       | Competitie         | Competitie | Competitie | Beker | Beker | Internationaal | Internationaal | Totaal | Totaal |
| Seizoen | Club       | Competitie         | Wed.       | Dlp.       | Wed.  | Dlp.  | Wed.           | Dlp.           | Wed.   | Dlp.   |
| ------- | ---------- | ------------------ | ---------- | ---------- | ----- | ----- | -------------- | -------------- | ------ | ------ |
| 2008/09 | Elche      | Segunda División A | 36         | 16         | 0     | 0     | —              | —              | 36     | 16     |
| 2009/10 | Villarreal | Primera División   | 22         | 3          | 2     | 0     | 4              | 0              | 28     | 3      |
| 2010/11 | Olympiakos | Super League       | 29         | 13         | 2     | 0     | —              | —              | 31     | 13     |
| 2011/12 | Olympiakos | Super League       | 20         | 4          | 6     | 2     | 8              | 4              | 34     | 10     |
| 2012/13 | Olympiakos | Super League       | 18         | 3          | 6     | 3     | 6              | 0              | 30     | 6      |
| 2013/14 | Olympiakos | Super League       | 21         | 4          | 5     | 1     | 8              | 0              | 34     | 5      |
| 2014/15 | Olympiakos | Super League       | 13         | 2          | 6     | 1     | 5              | 1              | 24     | 4      |
| 2015/16 | Olympiakos | Super League       | 10         | 3          | 6     | 4     | 0              | 0              | 16     | 7      |
| 2016/17 | Getafe     | Segunda División A | 22         | 1          | 1     | 0     | —              | —              | 23     | 1      |
| Totaal  | Totaal     | Totaal             | 190        | 43         | 34    | 12    | 31             | 5              | 255    | 57     |

## Erelijst
| Super League  | 6 | 2010/11, 2011/12, 2012/13, 2013/14, 2014/15, 2015/16 |
| Griekse beker | 3 | 2011/12, 2012/13, 2014/15                            |